# 697
697 је била проста година.

## Догађаји
- Паоло Луцио Анафесто је изабран за првог дужда Венеције, која почиње свој успон као велика сила у Средоземном мору. Изграђен од рибарских села која су населили бегунци од Хуна (видети 452), град Венеција заузима око 60 мочварних острва (Венецијанска лагуна).
- Радбод, краљ Фризијана, се повлачи на острво Хелиголанд у Северном мору.
- Краљицу Острит од Мерсије убијају њени племићи. Сахрањена је у опатији Бардни (Линколншир), а касније је поштована као светица.[1]
- Сиријске снаге под командом Ал-Хаџаџа ибн Јусуфа, гувернера Ирака, побеђују персијске хариџите, који су заузели град Мосул и заузели велике делове Месопотамије.
- Царица Јито абдицира са престола у корист 14-годишњег Монмуа (унука покојног цара Тенмуа). Током своје 11-годишње владавине успоставила је темеље права у Јапану.
- Град Маја Бахлам Јол уништава Нарањо као одмазду за побуну против његовог суверена.
- Северни део Ирске прихвата римске начин одрђивања дана прославе Ускрса. На овом сабору Адомнан, опат Јоне (Шкотска), објављује свој „Закон невиних“.